# Mathieu Jean Lemée
Mathieu Jean Lemée est un homme politique français né le 27 décembre 1739 à Saint-Brieuc (Bretagne) et mort le 13 janvier 1816 au même lieu.

## Biographie
Négociant à Saint-Brieuc, il est élu député des Côtes-du-Nord au Conseil des Anciens le 25 germinal an VII. Rallié au coup d'État du 18 Brumaire, il passe au corps législatif jusqu'en 1804.

## Sources
- « Mathieu Jean Lemée », dans Adolphe Robert et Gaston Cougny, Dictionnaire des parlementaires français, Edgar Bourloton, 1889-1891 [détail de l’édition]